# 愛知県道38号蒲郡本宿線
愛知県道38号蒲郡本宿線（あいちけんどう38ごう がまごおりもとじゅくせん）は、かつて愛知県蒲郡市から愛知県岡崎市本宿町に至っていた主要地方道。
1993年（平成5年）に廃止されて国道473号の一部に組み込まれた。鉢地坂トンネルを境に北は岡崎市、南は蒲郡市。蒲郡市・岡崎市間を抜ける峠道で、蒲郡市側の峠道はカーブが連続していた。

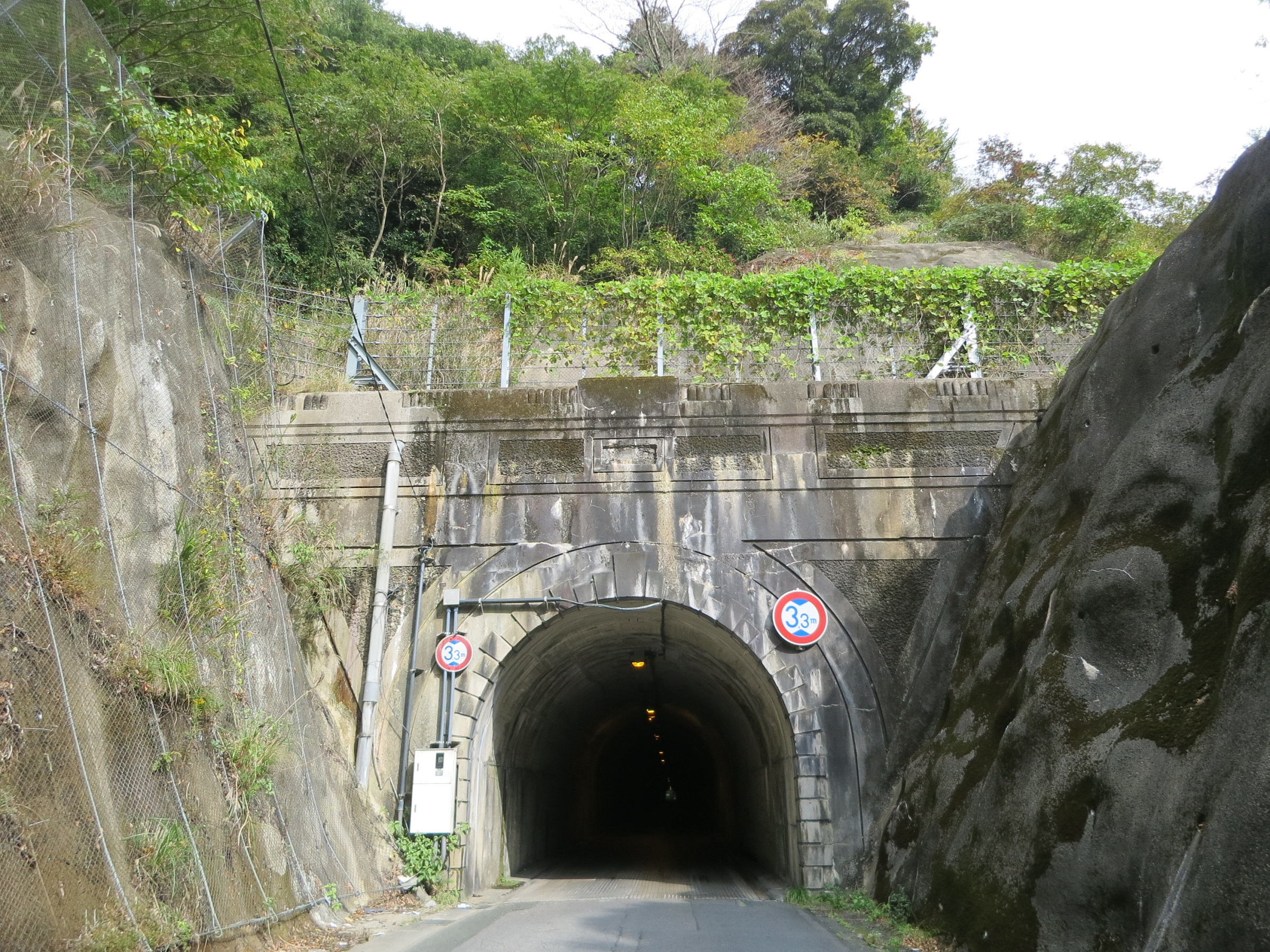
鉢地坂トンネル（愛知県岡崎市・蒲郡市）

## 概要

### 路線データ
- 起点：愛知県蒲郡市
- 終点：愛知県岡崎市本宿町

## 沿革
- 1954年（昭和29年）1月29日：主要地方道第1次指定（愛知県道切山蒲郡停車場線の一部）。
- 1993年（平成5年）4月1日：廃止（国道473号の一部に組み込まれる）。

## 路線の特色
三谷など海岸部の行商人が天秤棒で東海道の宿場を得意先として、魚介類をはじめ呉服などの雑貨も担いで峠を越えた。山北の本宿方面からは薪炭・綿花などが運搬された。
東海道線が開通し物流の変革が起こると、物資の運搬よりも物見遊山の意味合いが強まったという。本宿方面からは「潮湯治」と称し海水浴へ、蒲郡方面からは法蔵寺や衣文観音へ参詣する人々が通行した。
しかし昭和に入り、鉢地峠道に県道が開かれ鉢地坂トンネルが開通し、バスが通るようになると、完全に行商人のあとが杜絶えてしまった。

### 鉢地坂トンネル
1888年（明治21年）に鉄道の東海道本線が開通すると、宝飯郡蒲郡町（現・蒲郡市）における東西方向の交通の利便性が飛躍的に高まった。南北方向は五井山が障害となっており、東海道の間の宿である額田郡本宿村（現・岡崎市）に向かう道は急勾配かつ復員の狭い道しかなかった。
1903年（明治36年）、蒲郡町の尾崎市右衛門が愛知県知事に対して鉢地峠にトンネルを開削するための実地測量請願書を提出した。尾崎は1917年（大正6年）に死去したが、1920年（大正9年）には鉢地峠の道が愛知県道切山蒲郡停車場線に指定された。1929年（昭和4年）10月には蒲郡町長の中川甚五郎が会長、本宿村長の小早川博が副会長となった鉢地坂開削期成同盟会が設立され、愛知県に対して建設の陳情などを行った。
1930年（昭和5年）には愛知県によって本格的な実地測量が行われ、1931年1月には蒲郡町側からトンネル建設工事に着工すると、1933年（昭和8年）11月28日には鉢地坂トンネル部分が竣工した。1934年（昭和9年）1月26日にはトンネルを含む延長12kmの県道が完成した。トンネル周辺は神奈川県の箱根峠に因んで新箱根観光道路と命名され、愛電自動車（現・名古屋鉄道）の観光路線バス（新箱根線）が運行される観光名所となった。
1986年（昭和61年）には音羽蒲郡道路（三河湾オレンジロード）が開通し、鉢地坂トンネルの交通量は減少した。

## 路線状況

### 通称名
- 鉢地峠道（岡崎市、蒲郡市）
  - 標識による区間は新箱根入口交差点から鉢地坂トンネル手前まで。

### 交通規制
鉢地坂トンネルで終日高さ3.3メートル制限あり。

## 地理

### 通過する自治体
- 愛知県
  - 蒲郡市
  - 岡崎市

### 交差する道路
- 国道1号（新箱根入口交差点）
- 愛知県道73号長沢蒲郡線（三河湾オレンジロード）（上大内交差点）

### 沿線・周辺
- 名鉄名古屋本線 本宿駅
- 豊興工業
- 三栄シリカ
- 鉢地坂トンネル
- 愛知県立蒲郡高等学校